# Quydatella
Quydatella es un género de foraminífero bentónico de la subfamilia Pseudostaffellinae, de la familia Ozawainellidae, de la superfamilia Fusulinoidea, del suborden Fusulinina y del orden Fusulinida. Su especie tipo es Quydatella staffellaeformis. Su rango cronoestratigráfico abarca el Bashkiriense (Carbonífero superior).

## Discusión
Clasificaciones más recientes incluyen Quydatella en la superfamilia Ozawainelloidea, y en la subclase Fusulinana de la clase Fusulinata. Clasificaciones más recientes incluyen Quydatella en la familia Pseudostaffellidae.

## Clasificación
Quydatella incluye a la siguiente especie:
- Quydatella staffellaeformis